# روب سيرياني
روب سيرياني هو لاعب هوكي الجليد كندي، ولد في 31 أكتوبر 1983 في إدمونتون في كندا.

## وصلات خارجية
- روب سيرياني على موقع دوري الهوكي الوطني (الإنجليزية)
- روب سيرياني على موقع EliteProspects.com (الإنجليزية)
- روب سيرياني على موقع HockeyDB.com (الإنجليزية)